# 55e armée (Union soviétique)
La 55e armée soviétique (en russe : 55-я армия) est une unité militaire de l'Armée rouge qui a combattu durant la Grande Guerre patriotique, notamment pour la défense de la ville de Léningrad.

## Création et composition
La 55e armée soviétique, sous les ordres du major-général Igor Lazarev, est créée le 1er septembre 1941 à partir des troupes du front de Léningrad présentes dans les environs de Pouchkine-Pavlovsk–Kolpino.
La 55e armée est ainsi composée des :
- 70e division de fusiliers (ru)
- 90e division de fusiliers (ru)
- 168e division de fusiliers (ru)
- 237e division de fusiliers (ru)
- 1re division de fusiliers de la milice de Léningrad (ru) (région de Kirovsk)
- 4e division de fusiliers de la milice de Léningrad (ru) (district de Dzerjinski)[N 1]
- des troupes en poste dans la zone fortifiée (ru) de Sloutsk-Kolpino.

## Historique

### 1941
La 55e armée est déployée le long de la rivière Ijora (en) près de Krasnogvardeisk.

Le 29 août, la 168e division de fusiliers et la 4e division de la milice populaire stoppent l’avancée allemande dans les environs de Sablino-Tosno pendant que le reste des forces soviétiques se fortifient dans la ville de Kolpino. 

Le 5 septembre, les pertes de la 55e armée étant très importantes, les actions offensives sont stoppées. 

Le 8 septembre, les attaques allemandes obligent la 55e, à reculer sur une ligne Krasnogvardeisk-Pouchkine.

Le 10 septembre l’armée se bat à Virkino, Ladoga, Susanino et Fyodorovskoye villages situés dans l'actuel raïon de Gatchina. 

Le 16 septembre la 55e armée reçoit pour mission d'empêcher une percée ennemie dans la direction de Aleksandrovkaya-Shushary et le long de la route de Moscou. 

À partir de cette date, le front se stabilise et la 55e armée occupe des positions dans la région de Poutrolovo (ru) qui va du village de Iam-Ijora, traverse la ligne de chemin de fer de Leningrad à Moscou et se termine derrière l'usine Lenspirtstroy qui surplombe la rivière Neva. 

Dans ces batailles féroces de septembre, pour la possession des fossés antichars, la 55e armée perdit 17 194 hommes. 

En octobre la 55e armée lance, conjointement avec la 54e armée, une offensive afin d’encercler les troupes allemandes positionnées dans le corridor de Mga, mais c’est un échec.

En novembre une nouvelle attaque, conjointe avec les 8e et 54e armées, est lancée avec pour objectif pour nettoyer la rive ouest de la rivière Tosna, qui échoue également.

Le 25 novembre, une nouvelle attaque est lancée afin de prendre un fossé anti char occupé par les troupes allemandes. 

Le 7 décembre, les troupes de la 55e armée réussissent à gagner 480 mètres et occupent la fosse, qui passe ensuite de main en main au gré des contre-attaques.

Au cours du mois de novembre, la 55e armée perd plus de 20 000 hommes. Le 1er décembre, la 268e division (ru) ne comporte plus que 138 hommes. Toutefois les combats pour la possession du fossé continuent.

Le 20 décembre, une nouvelle offensive est lancée afin de prendre Krasny Bor, la station de chemin de fer d’Ulyanovka et s’avancer sur de Tosno, et contrer l’offensive allemande sur la rivière Volkhov. Après de violents combats, la 55e armée réussit à prendre une partie du fossé de chemin de fer à Iam-Izhora et à atteindre les abords de Krasny Bor.

Dans les dix derniers jours de décembre, l’armée perd 25 234 soldats.

### 1942
L’Armée étant constamment renforcée, elle est forte, début 1942, de 56 545 soldats. Chaque division comporte alors en moyenne 5 086 hommes, 72 chars et 1 719 canons dont 410 avec un calibre égal ou supérieur à 76,2 mm comme le ZiS-3.

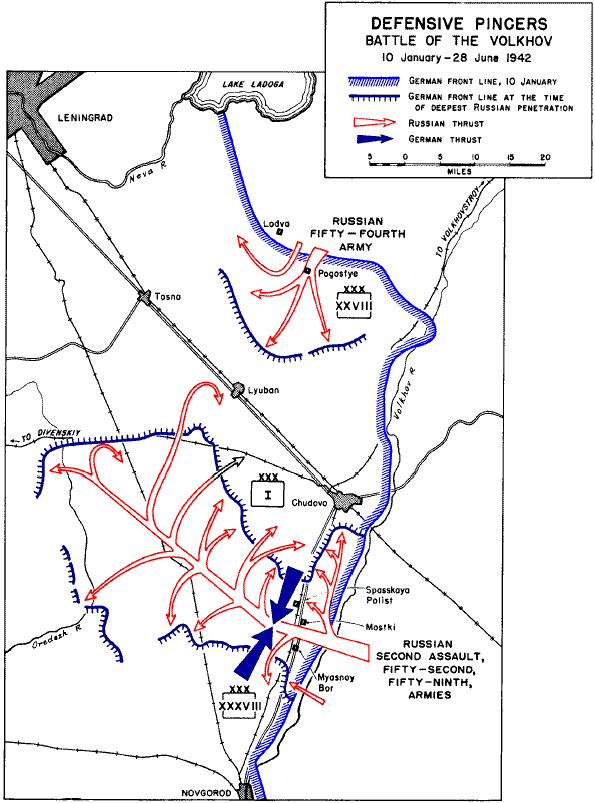
La bataille de la Volkhov durant l'opération Louban.

La 55e armée est, alors l'unité militaire la plus puissante de première ligne du front de Léningrad.

En janvier elle prend part, comme soutien de la 54e armée, à l’opération du Liouban, où elle subit de nouveau d’énormes pertes.

Du 23 juillet au 4 août elle lance plusieurs attaques dans la région Kolpino en particulier sur Poutrolovo (ru) et Iam-Ijora (ru) situées le long de la route de Moscou à Léningrad.

Du 15 au 17 août, lors de l’opération d'Oust-Tosnenski (ru), la 55e armée mène des attaques de diversion sur son flanc droit dans la vallée de la rivière Grande Ijorka (ru), permettant la libération d'une partie de la zone occupée et d’établir une tête de pont sur la rivière Tosna. De violents combats se sont déroulés sur la tête de pont jusqu'en septembre 1942, qui est restée en place jusqu'à la fin du blocus de Leningrad.

### 1943
Le 10 février, dans le cadre de l'opération Polyarnaya Zvezda la 55e Armée, qui a été considérablement renforcée, lance une attaque contre Krasny Bor défendue par la Division Azul et quelques éléments allemands, dans le but capturer la route stratégique et briser le goulot d'étranglement à Siniavino.

Après avoir pénétré de 5 km dans le système défensif allemand, et bousculé les forces des SS Polizei Division et 250e division d'infanterie elle est arrêtée dans sa progression par la défense acharnée des troupes espagnoles et SS renforcées d’un groupe de combat de la 212e ID de deux compagnies des légions flamandes et lettones, et d'un soutien aérien.

Le 13 février, malgré la perte de près du tiers de sa force initiale, la 55e armée lance une nouvelle attaque qui échoue, les Allemands ayant jeté toutes leurs réserves dans la zone.

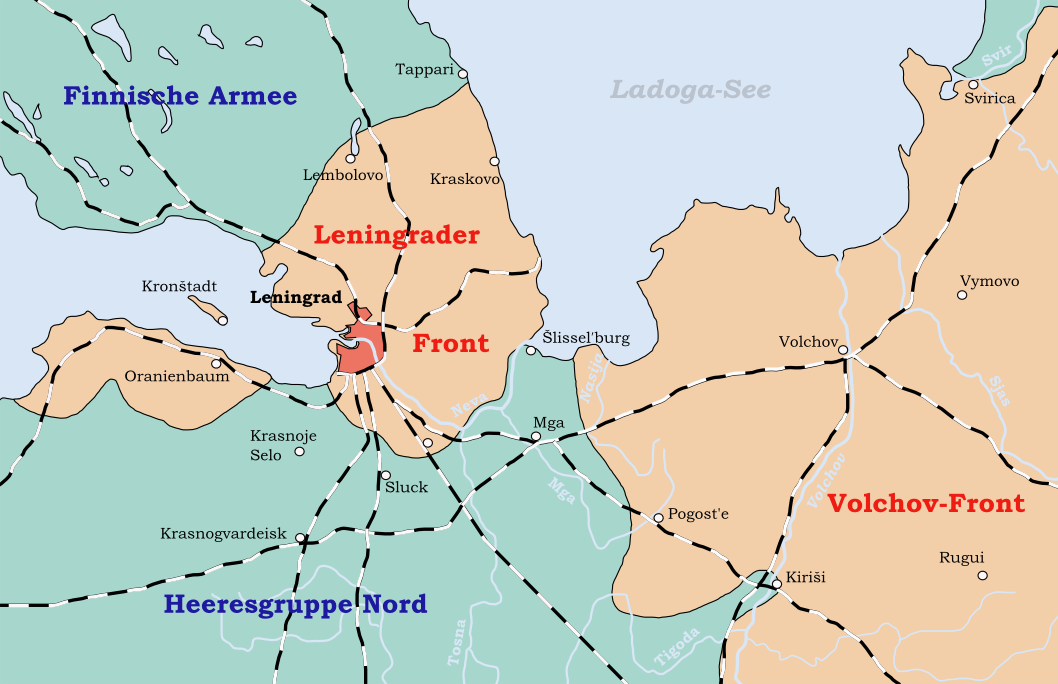
Carte du siège de Léningrad de mai 1942 à janvier 1943 avant l'opération Iskra.

L’objectif initial est un échec, les troupes russes n’ayant réussi à pénétrer, le long de la route et de la ligne de chemin de fer Moscou-Léningrad que d’une profondeur de 4 à 5 kilomètres sur une largeur de 14 kilomètres, tout en libérant Krasny Bor.

Le 19 mars, dans le cadre de l’offensive de Mga-Chapki lancée par la 8e armée sur Karboussel la 55e armée est incapable d’effectuer une nouvelle attaque à la suite des nombreuses pertes enregistrées précédemment.

Elle restera désormais sur les positions acquises jusqu’en 1944.

Du 22 juillet au 22 août, les troupes de la 55e armée servent à compléter les troupes des 13e et 67e armée du front de Léningrad engagées dans l’offensive de Mga.
Le 25 décembre 1943, les débris de la 55e armée sont versés dans la 67e armée.

## Composition de la55earmée
Ces unités ont fait partie de la 55e armée :
Infanterie
- 45e division de fusiliers de la Garde (février 1943)
- 63e division de fusiliers de la Garde (avril - mai 1943)[N 6]
- 11e division de fusiliers (ru) (décembre 1941 - janvier 1942)
- 13e division de fusiliers (ru) (avril - juin 1943, août - décembre 1943)
- 43e division de fusiliers (décembre 1941 - mars 1943)
- 46e division de fusiliers (mars - juin et août - décembre 1943)
- 56e division de fusiliers (janvier - septembre 1942, novembre 1942 - avril 1943)
- 70e division de fusiliers (ru) (septembre 1941 - avril 1942)
- 72e division de fusiliers (ru) (janvier - juin 1942, octobre 1942 - janvier 1943, mars - juin 1943 et août 1943)
- 85e division de fusiliers (décembre 1941 - février 1942, septembre 1942, juillet 1943)
- 86e division de fusiliers (ru) (octobre 1941 et septembre 1942)
- 90e division de fusiliers (ru) (septembre 1941 - octobre 1942)
- 125e division de fusiliers (ru) (octobre 1941 - juin 1942 et juillet 1943)
- 131e division de fusiliers (ru) (mars - juin et août - septembre 1943)
- 136e division de fusiliers (ru) (septembre - octobre 1942)[N 6]
- 168e division de fusiliers (ru) (septembre - octobre 1941)
- 177e division de fusiliers (ru) (janvier 1942)
- 189e division de fusiliers (ru) (avril et juillet 1943)
- 224e division de fusiliers (ru) (avril - juin et août - décembre 1943)
- 237e division de fusiliers (ru) (septembre 1941)
- 268e division de fusiliers (ru) (octobre 1941 - septembre 1942, mars - avril 1943)
- 291e division de fusiliers (ru) (avril - juin et août - décembre 1943)
- 376e division de fusiliers (ru) (septembre - décembre 1943)
- 1re division d'infanterie de la milice de Leningrad (région de Kirov) (ru) (septembre 1941)
- 4e division d'infanterie de la milice de Leningrad (district de Dzerjinski) (ru) (septembre 1941)
- 11e brigade de fusiliers du front de Léningrad (ru) (septembre 1942)
- 56e brigade de fusiliers du Front de Leningrad (avril 1943)
- 250e brigade de fusiliers du Front de Leningrad (mars - avril 1943)
- 34e brigade de ski (mars 1943)
- 35e brigade de ski (mars 1943)
- 7e brigade d'infanterie de marine de la flotte de la Baltique (ru) (novembre - décembre 1941)
- zone fortifiée de Sloutsk-Kolpino (ru) (septembre - octobre 1941)
- 29e zone fortifiée (ru) (novembre - décembre 1941)
- 74e zone fortifiée (août 1942)
- 14e zone fortifiée (septembre 1942 - décembre 1943)

Artillerie
- 18e division d'artillerie (avril et juillet 1943)
- 28e division d'artillerie (avril - juin et août - septembre 1943)
- 7e division d'artillerie antiaérienn (ru) (mars - mai et juillet 1943)
- 81e brigade d'artillerie (mars - juin et août - décembre 1943)[N 7]

Blindés
- 1re brigade de chars (ru) (juillet et novembre 1943)
- 61e brigade de chars (ru) (septembre 1942)
- 152e brigade de chars (ru) (avril, juin et août - octobre 1943)
- 220e brigade de chars (ru) (juillet 1942 - janvier 1943 et avril - mai 1943)
- 222e brigade de chars (mars 1943)